# Josef Kučera (architekt)
Josef Kučera (13. prosince 1897 Kublov – 27. listopadu 1980) byl český architekt, aktivní zejména ve 30. letech 20. století.
V roce 1922 absolvoval České vysoké učení technické v Praze. Spolupracoval s architektem Miloslavem Tryznou. Mezi jeho nejvýznamnější díla patří sokolovna v Praze-Michli z let 1937-38, jejíž styl popisuje  jako puristický novoklasicismus. Dále je autorem Domů knihtiskařů v Praze-Podolí, činžovních domů v Praze-Nuslích a rodinných domů v Praze i mimo ni.

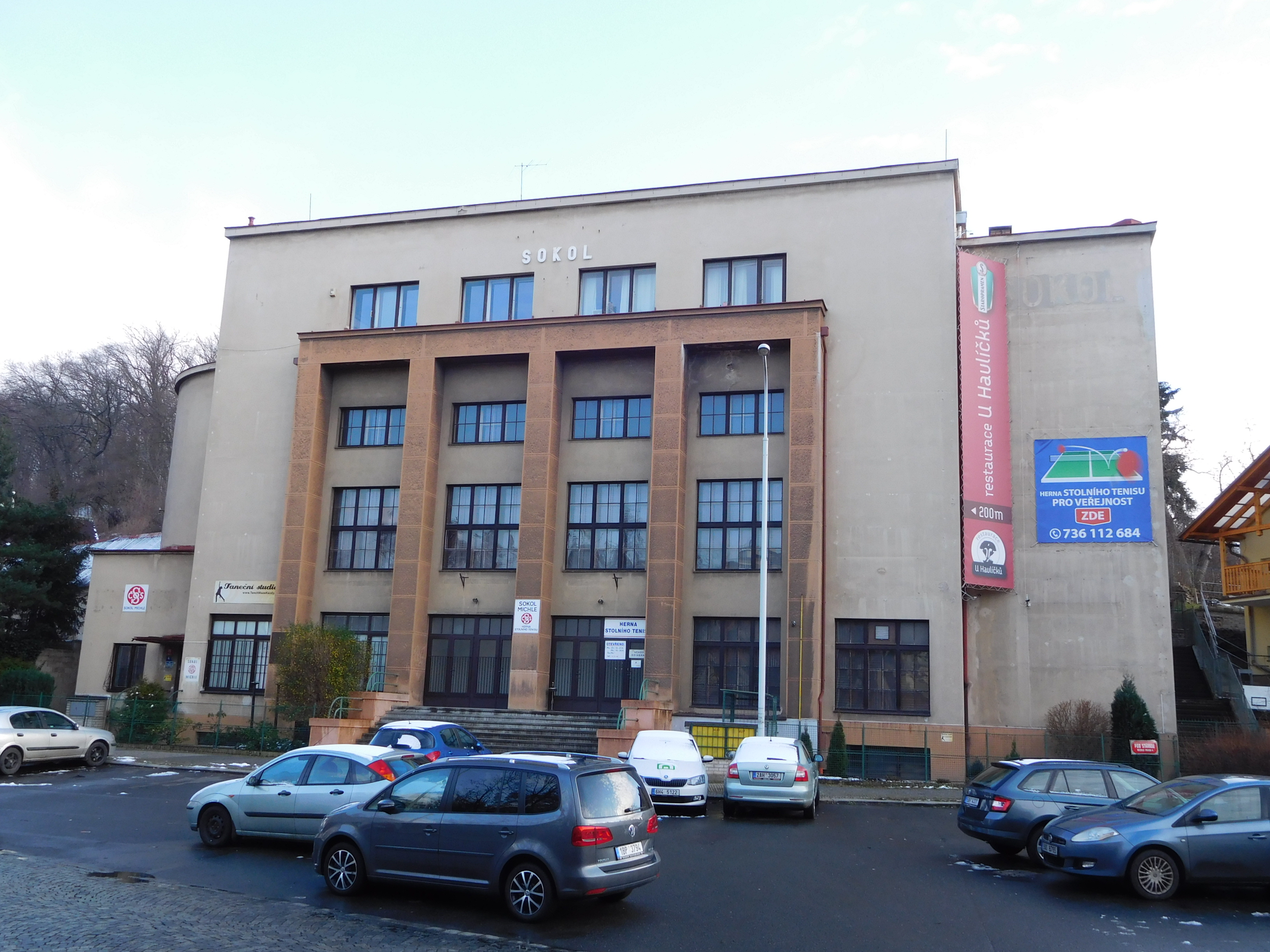
Sokolovna Praha-Michle

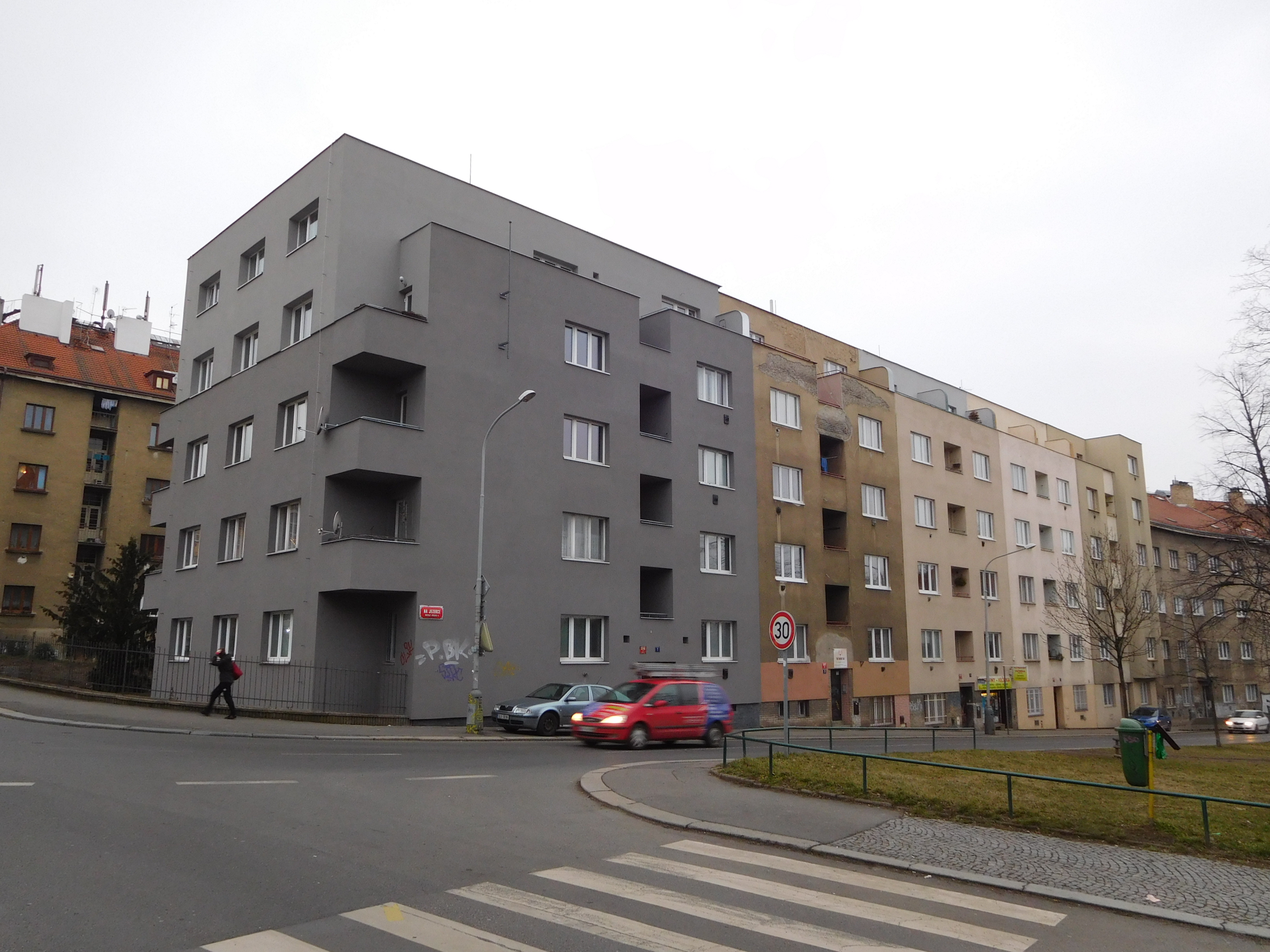
Obytné domy v ul. Na Jezerce, Praha-Nusle